# Issues (álbum de Issues)
Issues es el primer álbum de estudio de la banda estadounidense de metalcore Issues. Fue lanzado el 18 de febrero de 2014 a través de Rise Records y fue producido por Kris Crummett, Matt Malpass y el tecladista del grupo Tyler "Scout" Acord. El álbum debutó en el número 9 del Billboard 200, vendiendo más de 22.000 copias en su primera semana.

## Lanzamiento y promoción
El lanzamiento inicial del álbum fue originalmente en noviembre de 2013, sin embargo, se retrasó hasta febrero de 2014. Es el primer lanzamiento de la banda con el actual baterista Josh Manuel después de la salida de Case Snedecor a principios de 2013. La banda lanzó un adelanto de la canción, "Stingray Affliction " el 19 de noviembre de 2013. La lista oficial de canciones se publicó el 7 de diciembre de 2013. El primer sencillo del álbum, "Stingray Affliction", se lanzó el 18 de diciembre de 2013, junto con la obra de arte del álbum.
El álbum fue lanzado como descarga de música, CD y LP a través de Rise Records.
El 18 de noviembre de 2014, se lanzó la edición de lujo, con Diamond Dreams.

## Lista de canciones
| N.º | Título                      | Duración |  |
| 1.  | «Sad Ghost»                 | 4:31     |  |
| 2.  | «Mad at Myself»             | 3:50     |  |
| 3.  | «Life of a Nine»            | 3:14     |  |
| 4.  | «The Langdon House»         | 3:57     |  |
| 5.  | «Late»                      | 3:33     |  |
| 6.  | «Old Dena»                  | 1:35     |  |
| 7.  | «Stingray Affliction»       | 3:38     |  |
| 8.  | «Never Lose Your Flames»    | 3:41     |  |
| 9.  | «Personality Cult»          | 3:53     |  |
| 10. | «Tears on the Runway Pt. 2» | 3:57     |  |
| 11. | «The Settlement»            | 2:32     |  |
| 12. | «Disappear (Remember When)» | 5:23     |  |

## Personal
Issues
- Tyler Carter - voz
- Michael Bohn - Voz gutural
- AJ Rebollo – Guitarra líder
- Tyler "Scout" Acord: tocadiscos, teclados, sintetizadores, programación
- Josh Manuel - batería
- Skyler Acord – bajo